# 佐伯智
佐伯智（日语：サエキ トモ，1973年2月2日—），日本女性配音員。出身於大阪府。KeKKe Corporation所屬。身高157cm。B型血。

## 經歷
1990年代前半，在開始其配音事業之前，曾經活躍於布偶裝表演劇團。
1997年，通過松濤演員訓練館的試鏡，在Sega Saturn遊戲《雀帝 戰鬥角色扮演者》以絲吉Q配音出道。
2001年至2005年，與鳥海浩輔、鈴木千尋一起作為動畫《鈴鐺貓娘》衍生聲優組合「P·K·O」的成員發行CD並進行現場表演。
2005年2月，宣布暫停演藝活動，專心治療慢性心臟疾病（是心律不整的一種發作性上室性頻拍症）。
2010年8月6日，在大阪電台熱門節目《1314 V-STATION The Radio Star》中，擔任《大河電台 武士道》和《廣播阿倍野橋魔法商店街》的主持人，使1314 V-STATION過去一個月的熱門節目復活。
然後在《GAINAX電波》第15回（2010年10月16日播出）電台主持人的活動中恢復。此外，10月17日，她在自己的部落格上宣布已經結婚，對象是大她5歳、療養生活中一直給予鼓勵和支持的圈外人士。

## 人物
擅長方言：大阪方言。
興趣：繪畫。

## 休業期間繼任者
在佐伯休業治療期間，配音員接演作品如下：
- 石川寬美－《怪傑佐羅利》：猴子丸

## 演出
粗體字表示主要角色。

### 電視動畫
1997年
- 櫻桃子劇場 可吉可吉（1997年－1999年，狸貓君、人群）
- 爆笑吸血鬼'99（主婦、男孩子、小孩）
- MAZE☆爆熱時空（黑騎士、老婆婆、女孩子、女學生）

1998年
- 頭文字D
- 庫洛魔法使（木村雪繪）
- 時空偵探建次君（小孩）
- 星方遊俠（日语：星方武侠アウトロースター）（大嬸）

1999年
- 此時此刻的我（巴茲）
- 小魔女DoReMi（1999年－2002年，五十嵐前輩、天野幸太、曉、小倉健次、魔女竹 等）4系列
- 課長王子
- 週刊故事樂園（日语：週刊ストーリーランド）（滿）
- 地球防衛企業

2000年
- 銀裝騎攻Ordian（日语：銀装騎攻オーディアン）（凱文）
- 彗星公主（小源）
- 鈴鐺貓娘（庫·艾哈德）
- 哈姆俱樂部（日语：ハムスター倶楽部）（珠男）
- 六門天外（大矢門斗）

2001年
- 宇宙戰士零（日语：コスモウォーリアー零）（魯特）
- 沙漠的海賊！隊長庫珀（日语：砂漠の海賊!キャプテンクッパ）（女將）
- 小小雪精靈（小鹽）

2002年
- 阿倍野橋魔法商店街（今宮聖志）
- 銀河天使 (第3期)（馬力普·貝洛）
- 數碼寶貝03馴獸師之王（浦添海）
- 電光快車俠2（黑魔之星）
- 馭龍少年（五角）
- 超齡細公主（吉普）
- 神奇寶貝超世代（長鼻葉）

2003年
- 妮嘉尋親記（保羅）
- GUNSLINGER GIRL（艾米莉歐）
- 烏龍派出所（小健）
- 青蛙王國豪華+（日语：ケロケロキング）
- 鈴鐺貓娘Nyo（庫·艾哈德）
- 人間交差點（上原的妻子、業務大嬸）
- MOUSE（月岡真知子）

2004年
- 怪傑佐羅利（猴子丸）
- 銀河天使X（馬力普·貝洛）
- 蒼穹之戰神 Dead Aggressor（主婦）
- 御行者 AMDRIVER（日语：Get Ride! アムドライバー）（托托·馬什達）
- 忘却的旋律（索羅／怪獸王）
- B傳說！戰鬥彈珠人（希格瑪）

2013年
- 熱風海陸武士道（羽柴日向[12]）

2014年
- 狐仙的戀愛入門（木幡老師）

2016年
- 紅殼的潘朵拉（艾米·吉列姆的祖母）

2022年
- 令和鈴鐺貓娘（庫·艾哈德[13]）

### OVA
- 工業哀歌排球男孩（日语：工業哀歌バレーボーイズ）（1997年）
- 教科書沒教的事（1998年）
- 魔靈公主（1998年，小孩A）
- Di Gi Charat劇場 就交給初子吧！（2003年，庫·艾哈德）
- 太陽之船（日语：太陽の船 ソルビアンカ）（2003年，賈尼）
- 小魔女DoReMi 童年秘密篇[[[Wikipedia:格式手册/链接#章節|錨點失效]]]（2004年，天野幸太、有馬健一）
- 單翼的克羅諾斯齒輪（日语：片翼のクロノスギア）（2012年，納波＝里奧）

### 電影動畫
- 劇場版 六門天外：傳說的火焰龍（2000年，大矢門斗）
- 數碼寶貝03馴獸師之王：冒險者的戰鬥（2001年，浦添海）
- 鈴鐺貓娘：星之旅（2001年，庫·艾哈德）
- 千年女優[14]（2002年）
- 魔法少年賈修：第101個魔物（2004年，曉）
- 爺爺的煤油燈（2011年，少年時期的巳之助）

### 網路動畫
- 魔法遊戲（日语：魔法遊戯）（2001年）

### 遊戲
1997年
- 雀帝 戰鬥角色扮演者（絲吉Q）
- QUOVADIS 2 ～星球大戰奧凡·雷～（日语：QUOVADIS 2〜惑星強襲オヴァン・レイ〜）

1999年
- 動畫故事遊戲 (1) 庫洛魔法使（木村雪繪）
- 北方戀曲 White Illumination
- 鋼鐵少年（日语：リモートコントロールダンディ）（少女A）

2000年
- 超謎王（日语：超謎王）（敲打孩子）

2002年
- 小魔女DoReMi 大合奏！彩虹色樂園[[[Wikipedia:格式手册/链接#章節|錨點失效]]]（小倉建二）
- 鈴鐺貓娘 貓語錄（日语：デ・ジ・キャラット でじこミュニケーション）（庫·艾哈德）
- 初吻☆物語II ～有你在的話～（日语：ファーストKiss☆物語#ファーストKiss☆物語II 〜あなたがいるから〜）（葦原空）

2003年
- 青蛙王國DX
- Di Gi Charat Fantasy Excellent（日语：デ・ジ・キャラット ファンタジー）（庫·艾哈德）
- 馭龍少年（五角）

2004年
- 魔法少年賈修!! 友情搭檔火力全開（日语：金色のガッシュベル!! 友情タッグバトル フルパワー）（曉）
- 聖魔戰記 基本元素（日语：スペクトラルフォース）（托納蒂烏·奧魯塔提特）
- 貓語錄2 打倒！黑色加碼加碼團！（日语：デ・ジ・キャラット でじこミュニケーション）（庫·艾哈德）
- 美少女夢工場2（吉普）

2005年
- 美少女夢工場4（日语：プリンセスメーカー4）（吉普）
- 公主協奏曲（日语：プリンセスコンチェルト）（米蕾優）

2014年
- Enkeltbillet（莫莉·顏森[15]）

### 外語配音

#### 電影
- 紅髮（英语：Poil de carotte）（2003年）

### 廣播劇CD
年份不詳
- 青出於藍
- Chobits

1998年
- 惡靈狩獵 Ghost Hunt CD3 惠比壽異神論（吉見奈央）

2000年
- CD廣播劇 鈴鐺貓娘 其5（黑色加碼加碼團少尉）

2001年
- 獵戶少年（天羽司）
- 外道女王（三助男孩迪基）
- CD廣播劇 鈴鐺貓娘 其6（庫·艾哈德）
- CD廣播劇 鈴鐺貓娘 其7（庫·艾哈德）

2002年
- 小小雪精靈 廣播劇CD（小鹽）
- 鈴鐺貓娘 聖誕CD BOX（庫·艾哈德）

2003年
- 花鳥風月MOUSE Chu！（月岡真知子）
- Comic Blade 廣播劇CD系列「抓鬼天狗幫」
- 少年四景 ～小野塚花穗里作品集～（日语：小野塚カホリ#ドラマCD）（厚的姊姊、小時候的橘）
- 超齡細公主 Magic Square 1（吉普）

2004年
- 阿倍野橋魔法商店街 廣播劇CD（今宮聖志）
- 銀河天使 廣播劇CD 赤 ～TV-G篇～（馬力普·貝洛）
- 銀河天使 廣播劇CD 白 ～A-TV篇～（馬力普·貝洛）
- 銀河天使 廣播劇CD 黑 ～預備節目～（馬力普·貝洛）
- 辣韮之皮 THE CD（日语：辣韮の皮〜萌えろ!杜の宮高校漫画研究部〜）（伊達牧子）
- 我的裘可妹妹（石田驅）
- 熱風海陸 廣播劇CD「Tales of Times Now Past ～一期一會之章 上卷～」（羽柴日向）
- Minifa 2 珍珠的最佳魔法（日语：ゲーマーズ・ガーディアン・フェアリーズ）（尖晶石）
- 愛在何方（千野雪惠）

2005年
- 熱風海陸 廣播劇CD「Tales of Times Now Past ～一期一會之章 下卷～」（羽柴日向）

2012年
2014年
- （白雞）

2019年
- 鈴鐺貓娘20週年廣播劇CD『黑色加碼加碼團篇』（庫·艾哈德）

### 廣播節目
※記號表示網路廣播。
- （2000年－2002年，BSQR（日语：BSQR489）、文化放送）
- 阿倍野橋魔法商店街電台（2002年－2005年，大阪電台、日本電台）
- 大河電台 武士道（日语：大河ラジオだ ブシロード）（2004年－2005年，大阪電台、文化放送、東海電台）
- GAINAX電波（日语：ガイナックス電波）（2010年－2013年，大阪電台、文化放送）
- 熱風海陸武士電台（2013年－2014年，HiBiKi Radio Station（日语：HiBiKi Radio Station）※、大阪電台）[16]
- （2017年－2018年，大阪電台）

### 廣播劇
- 外道女王（三助男孩迪基）
- 王立溫泉Lu-li-lu-la 自由主張篇（日语：王立温泉ルリルラ）（BSQR（日语：BSQR489）、文化放送）

### CD
- P·K·O

詳細參照聲優組合「P·K·O」

### 柏青哥
- 阿倍野橋魔法商店街（今宮聖志）

### 電視節目
- 嗚呼！薔薇色的珍生!!（日语：嗚呼!バラ色の珍生!!）－影像重現（日本電視台）
- 聲優Wonderland（CS（日语：スカパー! (東経110度BS・CSデジタル放送)））

### 旁白
- 廣告（萬代）
- 月刊Dragon Jr．'01. 9月號增刊「4格小不點魔龍（日语：4コマモンスターちびどら）」（角川書店）

### 舞台
Theatrical Base Once More公演
- 狗的報復
- 月亮沙漠
- 在格拉西亞森林
- 倭王傳
- 靠不住的老婆
- 645 Taika-no-Kaishin
- 朗讀劇（2011年，中野The Pocket）
- KeKKe Corporation 朗讀劇「聲音」VOL.3（2012年）
- KeKKe Corporation 朗讀劇「聲音」VOL.5（2014年）

### 其它
- Gamers Guardian Fairies（日语：ゲーマーズ・ガーディアン・フェアリーズ）（難波店守護妖精尖晶石）
- 傳奇系列祭2011（魯卡·米爾達）[注 1]

## 腳註

## 外部連結
- 佐伯智｜KeKKe Corporation （日語）
- （日語）－佐伯智的官方個人部落格。